# Lacinipolia kappa
Lacinipolia kappa är en fjärilsart som beskrevs av Barnes och Benjamin 1925. Lacinipolia kappa ingår i släktet Lacinipolia och familjen nattflyn. Inga underarter finns listade i Catalogue of Life.